# Transcitosi

Transcitosi de lipoproteïnes

La transcitosi és el procés pel qual les diferents macromolècules són transportades d'un extrem a l'altre de l'interior d'una cèl·lula (implica el doble procés endocitosi-exocitosi). Per a dur a terme aquest procés s'utilitzen vesícules. Aquestes, s'encarreguen de fer entrar les macromolècules per una banda de la cèl·lula, transportar-les a través de la cèl·lula i expulsar-les a l'altra banda de la cèl·lula. Mentre la transcitosi se sol observar freqüentment a les cèl·lules epitelials, el procés també és present en altres llocs. En els capil·lars sanguinis, per exemple, sovint es dona la transcitosi (transportant-ne així les substàncies des del medi sanguini fins als teixits que envolten els capil·lars), com també pot observar-se en neurones i cèl·lules intestinals.